# Sanchonuño (kommunhuvudort)
Sanchonuño är en kommunhuvudort i Spanien.   Den ligger i provinsen Provincia de Segovia och regionen Kastilien och Leon, i den centrala delen av landet, 110 km nordväst om huvudstaden Madrid. Sanchonuño ligger 807 meter över havet och antalet invånare är 837.
Terrängen runt Sanchonuño är platt, och sluttar västerut. Runt Sanchonuño är det ganska glesbefolkat, med 31 invånare per kvadratkilometer. Närmaste större samhälle är Cuéllar, 8,7 km norr om Sanchonuño. 